# Объединённые библейские общества
Объединённые библе́йские о́бщества (англ. United Bible Societies) — международная христианская организация, объединяющая национальные библейские общества.
Основана в Великобритании в 1946 году, первоначально включала в свой состав 13 библейских обществ, действовавших в странах Западной Европы. 

Целью организации, желающей вступить в ОБО, согласно уставу объединения, должно быть донесение Слово Божьего до каждого человека, путём распространения книг Священного Писания на понятном языке, без вероучительных комментариев, по доступной цене. 

К началу 2008 года членами ОБО являются 144 Библейских общества, ведущих работу более чем в двухстах странах мира.
Деятельность ОБО носит межконфессиональный характер, но если до начала 60-х годов XX в. её члены являлись преимущественно протестантскими организациями, то после Второго Ватиканского собора в 1962 — 65 гг. в работу Библейских обществ включились католики. Позже в ней стали вновь активно участвовать и православные христиане, роль Русской православной церкви в деятельности ОБО существенно повысилась после присоединения в 1995 году к объединению Российского библейского общества.
Основными сферами деятельности Объединённых библейских обществ являются перевод, издание и распространение Библии и отдельных её книг, учебно-справочной литературы, помогающей в её изучении.
Руководящие органы ОБО расположены в г. Рединг, Англия.
Президентом ОБО в ходе Всемирной Ассамблеи, состоявшейся в августе 2004 года был избран д-р Джордж Бартон (Новая Зеландия).